# Lista do Patrimônio Mundial no Mali
A Organização das Nações Unidas para a Educação, a Ciência e a Cultura (UNESCO) propôs um plano de proteção aos bens culturais do mundo, através do Comité sobre a Proteção do Património Mundial Cultural e Natural, aprovado em 1972. Esta é uma lista do Patrimônio Mundial existente no Mali, especificamente classificada pela UNESCO e elaborada de acordo com dez principais critérios cujos pontos são julgados por especialistas na área. O Mali, país localizado numa região comercial estratégica e histórica e que reúne exemplares significativos do legado cultural e expansivo do Império homônimo, ratificou a convenção em 5 de abril de 1977, tornando seus locais históricos elegíveis para inclusão na lista.
Os sítios de Jené e Tombuctu foram os primeiros locais do Mali incluídos na lista do Patrimônio Mundial da UNESCO por ocasião da 12ª Sessão do Comitè do Património Mundial, realizada em Brasília (Brasil) em 1988. Desde a mais recente adesão à lista, o Mali totaliza 4 sítios classificados como Patrimônio da Humanidade, sendo três deles de classificação cultural e 1 de classificação mista. 

## Bens culturais e naturais
O Mali conta atualmente com os seguintes lugares declarados como Patrimônio da Humanidade pela UNESCO:
| | Cidade histórica de Tombuctu |
| Bem cultural inscrito em 1988, em perigo desde 2012. |                              |
| Localização: Tombuctu |                              |
| Lar da prestigiada Universidade Corânica de Sankoré e de várias madrassas, Tombuctu foi durante os séculos XV e XVI uma das capitais intelectuais e espirituais do Islã e um foco de disseminação desta religião na África. As três grandes mesquitas de Djingareyber, Sankoré e Sidi Yahia são testemunhas de sua era de ouro passada. Apesar do trabalho contínuo de restauração realizado, esses monumentos estão ameaçados hoje pelo avanço da areia. (UNESCO/BPI) |                              |

| | Antigas Cidades de Jené |
| Bem cultural inscrito em 1988, em perigo desde 2016. |                         |
| Localização: Mopti |                         |
| Povoado desde 250 a.C., o sítio de Jené tornou-se um importante centro mercante e um elo na rota de ouro transaariana. Nos séculos XV e XVI era o foco da disseminação do Islã. Suas habitações tradicionais – das quais cerca de 2.000 estão preservadas – foram construídas em pequenas alturas (toguere) para protegê-las contra inundações sazonais. (UNESCO/BPI) |                         |

| | Falésias de Bandiagara: Terra dos Dogon |
| Bem cultural inscrito em 1989. |                                         |
| Localização: Mopti |                                         |
| Além de suas paisagens excepcionais de falésias e planaltos de arenito com belas realizações arquitetônicas – casas, celeiros, altares, santuários e locais de encontro ou "togunas" – o planalto bandiagara preserva toda uma série de tradições sociais ancestrais, como a confecção de máscaras e a celebração de festivais e rituais populares, ou cerimônias de adoração aos antepassados. A paisagem e as características geológicas, arqueológicas e etológicas deste planalto fazem dele um dos locais mais impressionantes da África Ocidental. (UNESCO/BPI) |                                         |

| | Túmulo de Ásquia |
| Bem misto inscrito em 2004, em perigo desde 2012. |                  |
| Localização: Gao |                  |
| A espetacular estrutura piramidal de 17 metros de altura da tumba da dinastia de Ásquia, erguida em 1495 por Ásquia Maomé I, imperador imperador, em sua capital de Gao, testemunha o poder e a riqueza de um império que cresceu entre os séculos XV e XVI graças ao controle do comércio de sal e ouro praticado através do Saara. Esta tumba também é um exemplo magnífico da tradição arquitetônica da construção com adobe, característica da região do Sahel Ocidental. O complexo monumental – composto pela pirâmide funerária, dois edifícios de telhado plano da mesquita, o cemitério da mesquita e uma ágora ao ar livre – foi construído quando Gao se tornou a capital do Império Songai, após o retorno de Ásquia Maomé I de sua peregrinação a Meca e a subsequente declaração do Islã como a religião oficial em seus domínios. (UNESCO/BPI) |                  |

## Lista Indicativa
Em adição aos sítios inscritos na Lista do Patrimônio Mundial, os Estados-membros podem manter uma lista de sítios que pretendam nomear para a Lista de Patrimônio Mundial, sendo somente aceitas as candidaturas de locais que já constarem desta lista. Desde 2016, o Mali possui 10 locais na sua Lista Indicativa.
| Sítio                            | Imagem | Local             | Ano  | Dados UNESCO       | Descrição |
| -------------------------------- | ------ | ----------------- | ---- | ------------------ | --- |
| Parque nacional Boucle du Baoulé |        | Cailes / Culicoro | 1999 | Cultural           | Esta indicação abriga grandes exemplares de arte rupestre do atual território do Mali, sendo um parque natural escassamente povoado de fauna. |
| Essouk                           |        | Kidal             | 1999 | Cultural: (ii)(iv) | Os vestígios de Essouk se estendem por 1 km de comprimento e 0,50 km de largura e incluem ruínas de casas e mesquitas e várias necrópoles marcadas por recintos quadrangulares e túmulos aparentemente pré-islâmicos encimados por montículos de pedra. |